# Silberbibliothek

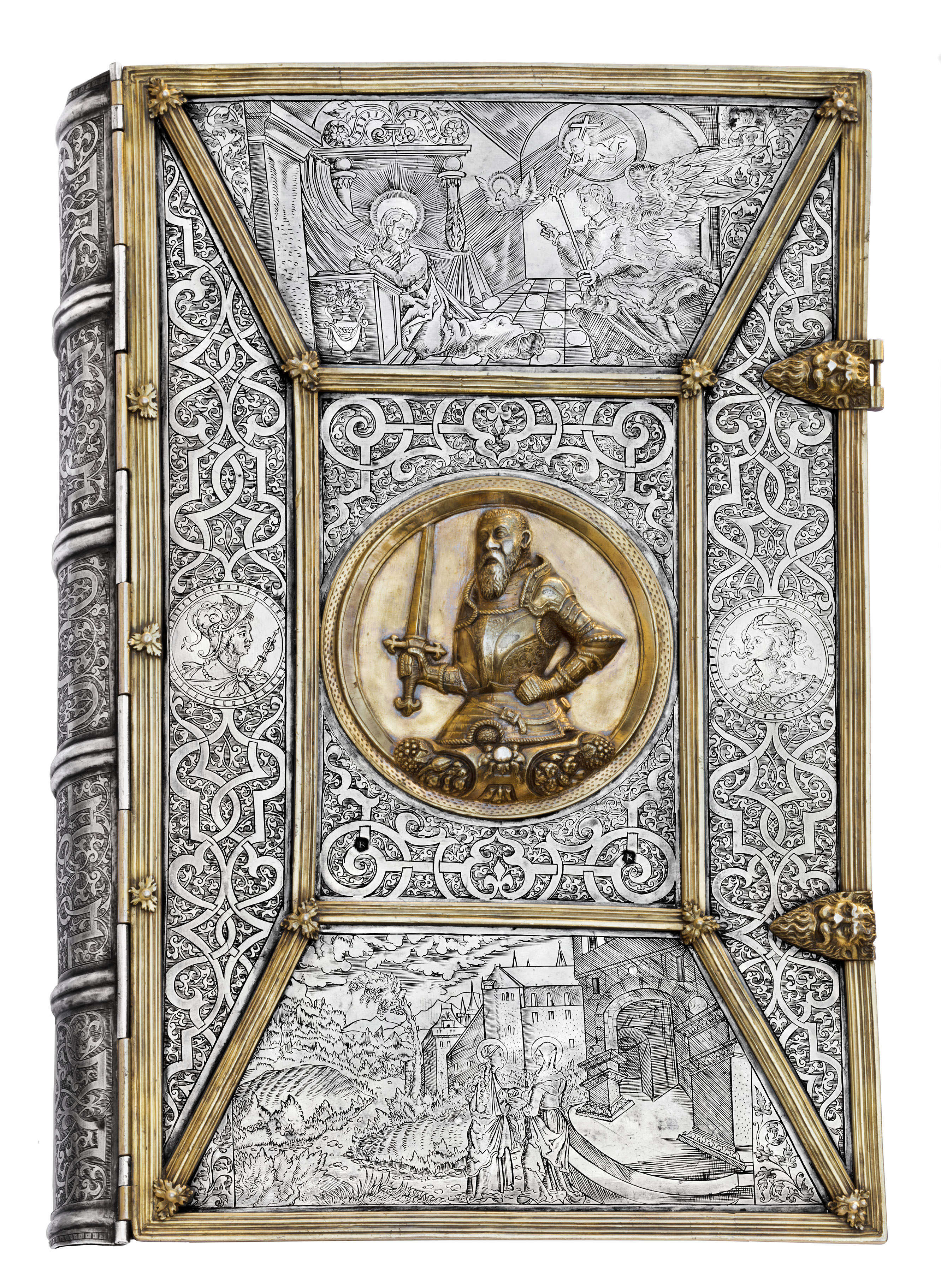
Albrecht von Brandenburg-Ansbach auf dem silbernen Deckel von Martin Luthers Hauspostille über die Festtagsevangelien, vermutlich eine Arbeit des Medailleurs Caspar Hille, um 1555 ein Teil der Silberbibliothek. Sie diente als Vorlage für das Siegel der Albertus-Universität Königsberg wie auch des Albertus

Die Silberbibliothek war eine sogenannte Deutsche oder Kammerbibliothek, die sich Albrecht von Brandenburg-Ansbach im Rahmen seiner Reformationsbestrebungen zulegte. Sie ist ein hervorragendes Beispiel für den hohen Stand der Gold- und Silberschmiedekunst in Königsberg dank der in der Frührenaissance von Nürnberg und Wittenberg empfangenen Anregung.
Sie bildete den Kern der nachmaligen königlichen und Universitätsbibliothek Königsberg und war in einem besonderen Raum über dem Tor des Königsberger Schlosses untergebracht.

## Geschichte
Den wertvollsten Bestand bildeten 21 in silberne Einbände gebundene Bücher mit 29 darin enthaltenen Titeln. Nicht die Bücher an sich sind außergewöhnlich, sondern die Einbanddecken mit biblischen Szenen und Allegorien. 1526 enthielt die Silberbibliothek bereits um die 100 kleine Schriften. Den ersten Platz nahmen die Schriften Martin Luthers ein. Der älteste, nach Ausweis des Einbandes noch aus der Hochmeisterzeit Albrechts stammende Sammelband vereinigte acht Schriften Luthers aus den Jahren 1523 und 1524. Weitere Sammelbände umfassten gleichfalls fast ausschließlich von Luther stammende Schriften. Andere führten die großen Reformatoren, Schriftsteller und Prediger neben Martin Luther wie Lazarus Spengler, Martin Bucer, Johann von Staupitz, Andreas Bodenstein, Wenzeslaus Linck, Johannes Oekolampad oder Henricus Regius zusammen. Johannes Poliander (1486–1541), Altstädter Pfarrer, der selbst eine große theologische Bibliothek zusammengebracht hatte, mit deren Stiftung er zum Ahnherrn der Königsberger Stadtbibliothek wurde, und der Kanzler Johann Apell (1486–1536) berieten den Herzog bei seinen Einkäufen. Hinzu traten juristische und geschichtliche, geographische und medizinische Titel, gleichfalls bevorzugt auf Deutsch, vereinzelt auch zeitgenössische Dichtungen wie die des Hans Sachs. Über 500 Bände kamen zu Lebzeiten Albrechts in seiner Handbibliothek zusammen. Sie waren mit kostbaren Einbänden ausgestattet. Die 20 berühmtesten, in Silber eingefasst, stammten zumeist aus dem Besitz seiner zweiten Gemahlin Anna Maria von Braunschweig (1532–1568). Sie gaben der Bibliothek ihren Namen. 1550 gab Herzog Albrecht den Nürnberger Goldschmieden Paul Hoffmann, Gerhard Lentz und Hieronymus Kösler den Auftrag, diese 20 Bände in Silber zu beschlagen.
Durch Zuwachs aus den säkularisierten Klöstern sowie mit der Aufhebung der Ordensbibliothek, die zuletzt in der Burg Tapiau untergebracht war und zwischen 1541 und 1543 der Bibliothek einverleibt wurde, konnten Albrechts Nachfolger den Bestand beträchtlich vermehren. 1611 wurden die 20 Silberbände von den Oberräten an die Schlossbibliothek übergeben. 1767 wurde sie dem öffentlichen Gebrauch zugänglich gemacht. Sie bestand 1787 aus 16.000 Bänden. Neben einzelnen Kuriositäten besaß sie viele kostbare Bibel-Ausgaben und seltene Drucke, darunter eine Vulgata-Handschrift aus dem 12. Jahrhundert und einen Druck aus dem Jahre 1465. Am 14. Februar 1766 trat der Philosoph Immanuel Kant in der königlichen Schloss-Bibliothek eine Unter-Bibliothekar-Stelle an und bekleidete diese mehr als sechs Jahre. Man vermutet, dass viele seiner geographischen Kenntnisse aus dieser Zeit stammen, denn die Silberbibliothek war umfangreicher und besser als die Stadtbibliothek Königsberg und erst recht als die Staats- und Universitätsbibliothek Königsberg.
Diese berühmte Bibliothek, vor allem mit jenen 20 Bänden, gehörte zu den größten Kunstschätzen des deutschen Ostens. Daher wurde sie in Kriegszeiten auch immer geschützt. Im Siebenjährigen Krieg verbrachte man sie in eine Kasematte nach Stettin, 1806/07 wurde sie nach Memel gebracht. Im Ersten Weltkrieg fand sie Zuflucht in Berlin. Sie befand sich bis 1945 im Königsberger Schloss. Die wertvollsten Stücke wurden in das Schloss Carwinden verbracht, das im heutigen Polen liegt. Nach Kriegsende brachen mehrere russische, litauische, mindestens eine belarussische und auch verschiedene polnische Expertenkommissionen nach Ostpreußen auf, um nach Buch- und Kunstschätzen zu suchen. Lange galten sie als verschollen und wurde in Thorn vermutet. Am 8. Dezember 2016 lud die Brandenburgische Gesellschaft für Kultur und Geschichte im Haus der Brandenburgisch-Preußischen Geschichte gemeinsam mit der Nikolaus-Kopernikus-Universität in Thorn zu einem zweisprachigen, deutsch-polnischen Kolloquium zum Thema Konfessionelle Hofkultur Europas ein. In diesem Zusammenhang wurde ein Band präsentiert. Auch wurde der Besitz von weiteren 15 Bänden in Polen eingeräumt. Zwölf Bände befinden sich heute in der Universitätsbibliothek der Nikolaus-Kopernikus-Universität Toruń (Thorn) und drei Bände in der Nationalbibliothek in Warschau.